# Wapen van Oosterzee

Wapen van Oosterzee

Het wapen van Oosterzee is het dorpswapen van het Nederlandse dorp Oosterzee, in de Friese gemeente De Friese Meren. Het wapen werd in 2006 geregistreerd.

## Beschrijving
De blazoenering van het wapen in het Fries luidt als volgt:
yn fjouweren: I. yn goud in griene klaver; II. yn blau twa sulveren fisken, de ûnderste omkeard; III. yn blau trije weagjende sulveren dwersbalken; IV. yn sulver trije turven, pleatst 1 en 2.
De Nederlandse vertaling luidt als volgt:
in vieren: I. in goud een groene klaver; II. in blauw twee zilveren vissen, de onderste omgekeerd; III. in blauw drie  golvende zilveren dwarsbalken; IV. in zilver drie turven, geplaatst 1 en 2.
De heraldische kleuren zijn: goud (goud), sinopel (groen), azuur (blauw), zilver (zilver) en sabel (zwart).

## Symboliek
- Klaverblad: symbool voor de landbouw en het boerenleven.[3]
- Vissen: verwijzen naar de visserij.[3]

Golvende zilveren dwarsbalken: duiden op het water in de omgeving van het dorp. Tevens is het een verwijzing naar de plaatsnaam "Oosterzee".
- Drie turven: staan voor de vervening in de omgeving van het dorp.[3]
- Gouden en zilveren velden: verwijzing naar de inkomsten die mensen haalden uit het water en de grond.[3]